# Atotonilco, Durango
Atotonilco är en ort i Mexiko.   Den ligger i kommunen Santiago Papasquiaro och delstaten Durango, i den centrala delen av landet, 900 km nordväst om huvudstaden Mexico City. Atotonilco ligger 1 685 meter över havet och antalet invånare är 282.
Terrängen runt Atotonilco är kuperad norrut, men söderut är den platt. Atotonilco ligger nere i en dal. Runt Atotonilco är det mycket glesbefolkat, med 6 invånare per kvadratkilometer. Närmaste större samhälle är Santiago Papasquiaro, 13,7 km söder om Atotonilco. Trakten runt Atotonilco består i huvudsak av gräsmarker.